# Železniško postajališče Ljubljana Stegne
Železniško postajališče Ljubljana Stegne je železniško postajališče v Ljubljani, ki je priročno predvsem za dostop do predela Dravlje in industrijske cone Stegne. 
Postajališče sestavlja en peron ob vzhodnem robu železniške proge. Dostopen je s Stegen in po podhodu tudi s Ceste Ljubljanske brigade.